# Marieke Senkpiel
Marieke Senkpiel (* 6. Dezember 1998) ist eine deutsche Unihockeyspielerin, welche beim Wiener Floorball Verein unter Vertrag steht.

## Karriere
2016 stiess Senkpiel vom TSV Bordersholm zum TSV Neuwittenbek. 2017 vom TSV Neuwittenbek zum Schweizer Nationalliga-B-Verein UHC Trimbach. Nach einer Saion bei den Solothurnern wechselte sie anschliessend zu den Wizards Bern Burgdorf.
2019 wechselte  Senkpiel innerhalb der Liga zum UH Red Lions Frauenfeld. Nach zwei Jahren verliess die Deutsche die Frauenfelderinnen in Richtung Wiener Floorball Verein.